# Свобода (Ставропольский край)
Свобо́да — село в Предгорном районе (муниципальном округе) Ставропольского края России.

## География
Село расположено в северо-западной части Предгорного района, в 117 км к юго-востоку от краевого центра и 16 км к северо-западу от районного центра. С севера и востока его территория ограничена рекой Киркиль. Через населённый пункт проходит автомобильная дорога Пятигорск—Суворовская. Площадь территории села составляет 1,71 км².
Климат
Климат умеренно влажный, со сравнительно мягкой зимой. Среднегодовая температура воздуха +7,8 °C; абсолютная максимальная температура +39°С; минимальная температура −32°С. Средняя продолжительность безморозного периода 120 дней в году; средняя глубина снежного покрова 25 см; среднее количество осадков 518 мм.

## Этимология названия
Одно из прежних наименований населённого пункта — Свободный Киркиль — связано с расположенной рядом рекой Киркиль (правый приток реки Кумы). По мнению кандидата исторических наук В. А. Фоменко топоним Киркиль мог отражать название всей близлежащей местности. Доктор исторических наук Р. Х. Керейтов полагает, что он образован от ногайских слов кырык — «сорок» и эль — «селение, аул» (буквально: «сорок аулов»), и «свидетельствует о плотной заселённости этой части прикумских степей ногайцами» в XIX веке.

## История
Населённый пункт основан в 1877 году:6—7 (по другим сведениям — в 1897 году). Первоначально носил название Церковный, затем был переименован в Свободный Киркиль.
По состоянию на 1925 год хутор Свободный Киркиль в административном отношении входил в состав Ново-Благодарненского сельсовета Ессентукского района Терского округа Северо-Кавказского края. На тот момент он состоял из 70 дворов, в которых проживало 345 жителей (166 мужчин и 179 женщин); в населённом пункте также имелась начальная школа. По данным Всесоюзной переписи 1926 года в хуторе значилось 77 дворов с 410 жителями (223 мужчины и 187 женщин); среди местного населения преобладали малороссы:6—7.
В 1940—1950-е годы в хуторе существовала сельскохозяйственная артель (колхоз) «Свобода».
В справочнике «Ставропольский край. Административно-территориальное деление на 1 марта 1966 г.» упоминается как село Свобода в составе Суворовского сельсовета Предгорного района:24.
До 16 марта 2020 года село входило в упразднённый Суворовский сельсовет.

## Население
| 1925 | 1926 | 1989 | 2002 | 2010 | 2014 |
| ---- | ---- | ---- | ---- | ---- | ---- |
| 345  | ↗410 | ↗762 | ↘758 | ↗880 | ↗900 |

По данным переписи 2002 года, в национальной структуре населения преобладают русские (95 %).

## Инфраструктура
Жилая застройка села представлена одноэтажными домами (к 2012 году их насчитывалось 275) с приусадебными участками. Село газифицировано, обеспечено централизованным питьевым водоснабжением, теплоснабжением и электроснабжением.
Протяжённость дорог села с твёрдым покрытием составляет 5,2 км, с гравийным — 1,5 км (2012 год). Уличная сеть включает 3 переулка и 6 улиц, главной из которых является улица Гагарина, проходящая с юга на север и связывающая все жилые образования на территории населённого пункта.
В 2 км от жилого дома № 9 по улице Ворошилова расположено общественное открытое кладбище общей площадью 2000 м².

## Связь
Проводной телефон и ADSL
Ставропольский филиал Ростелекома.
Сотовая связь 2G/3G
МегаФон, Билайн, МТС.

## Образование и культура
- Социально-культурный центр[24]
- Основная общеобразовательная школа № 23[25]